# Нівегорне
Нівегорне (нід. Nieuwehorne) — село в нідерландській провінції Фрисландія. Входить до муніципалітету Геренвен.
Його площа становить 6,40км², а населення станом на 2021 рік складало 1 455 осіб.
Перша згадка про населений пункт датується 1315 роком.

## Галерея

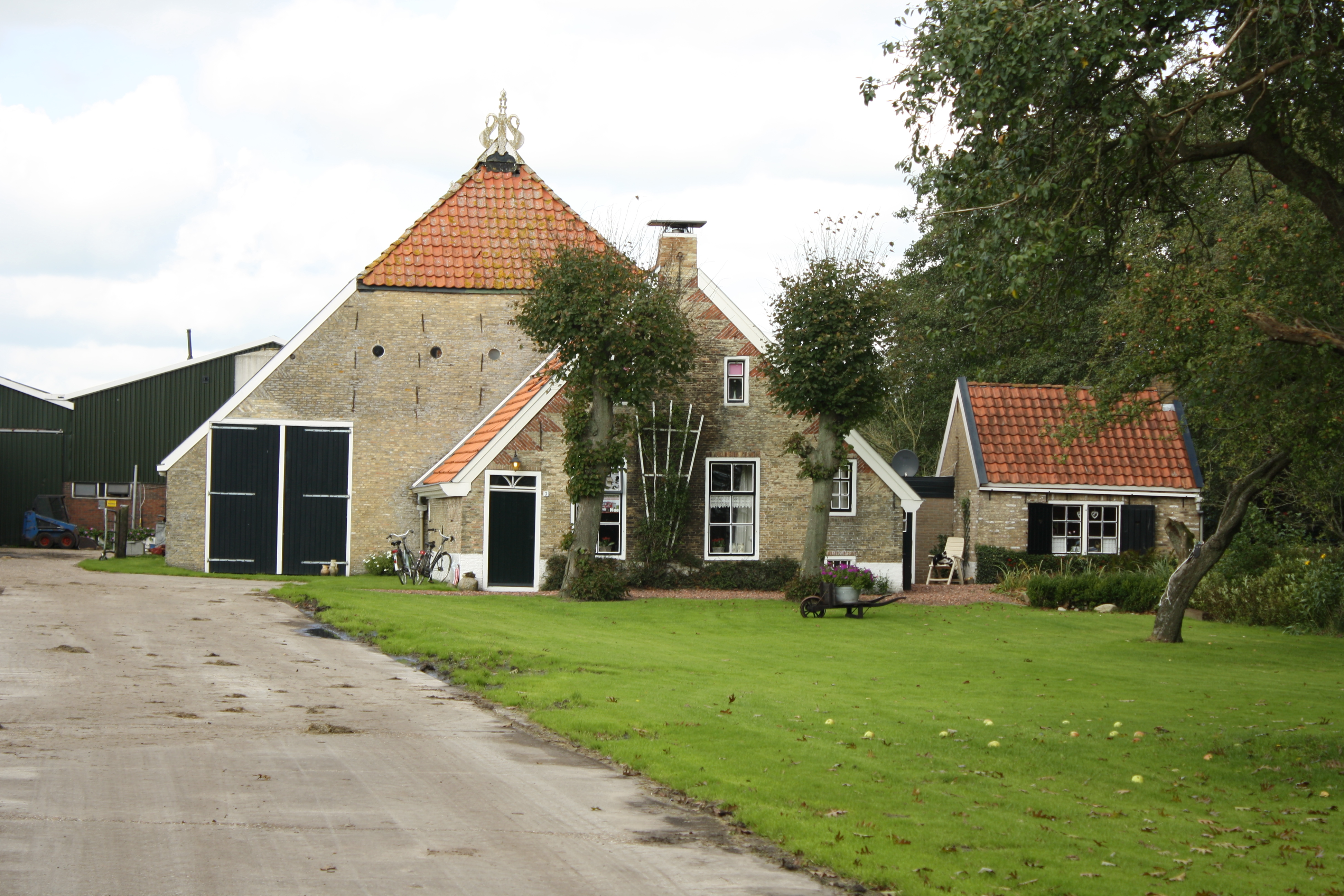
Ферма у Нівегорне
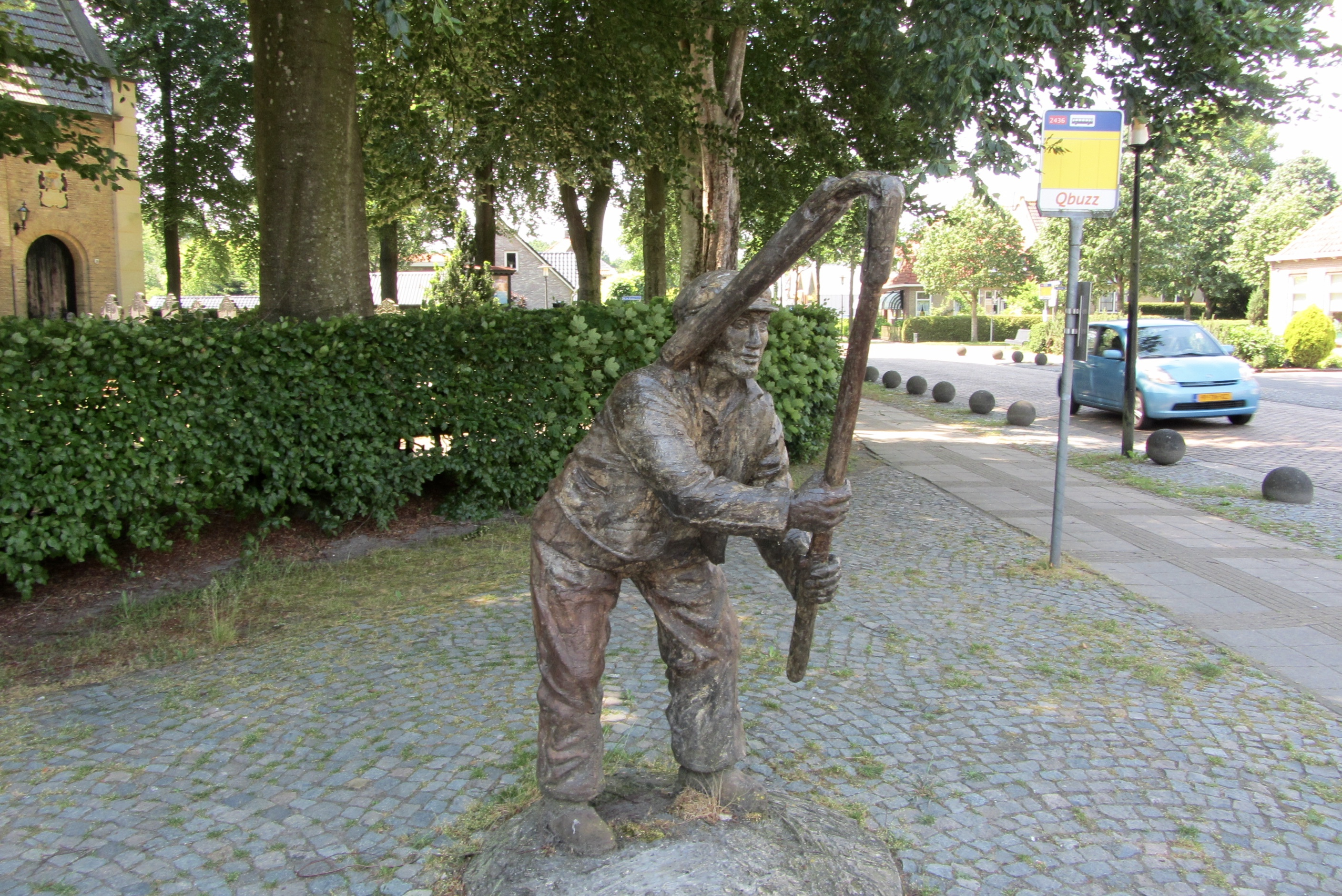
Статуя чоловіка із ціпом
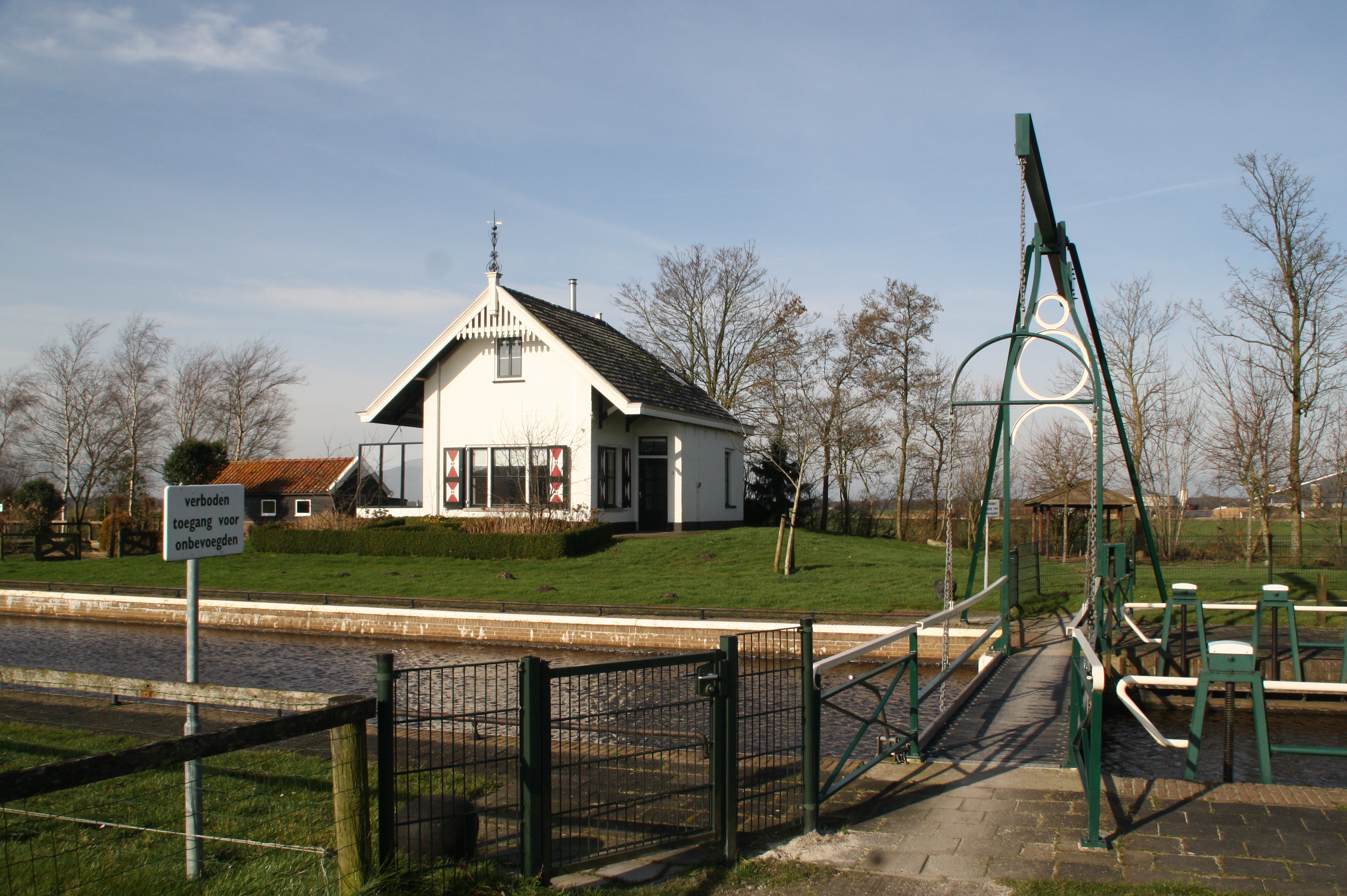
Шлюз у Нівегорне
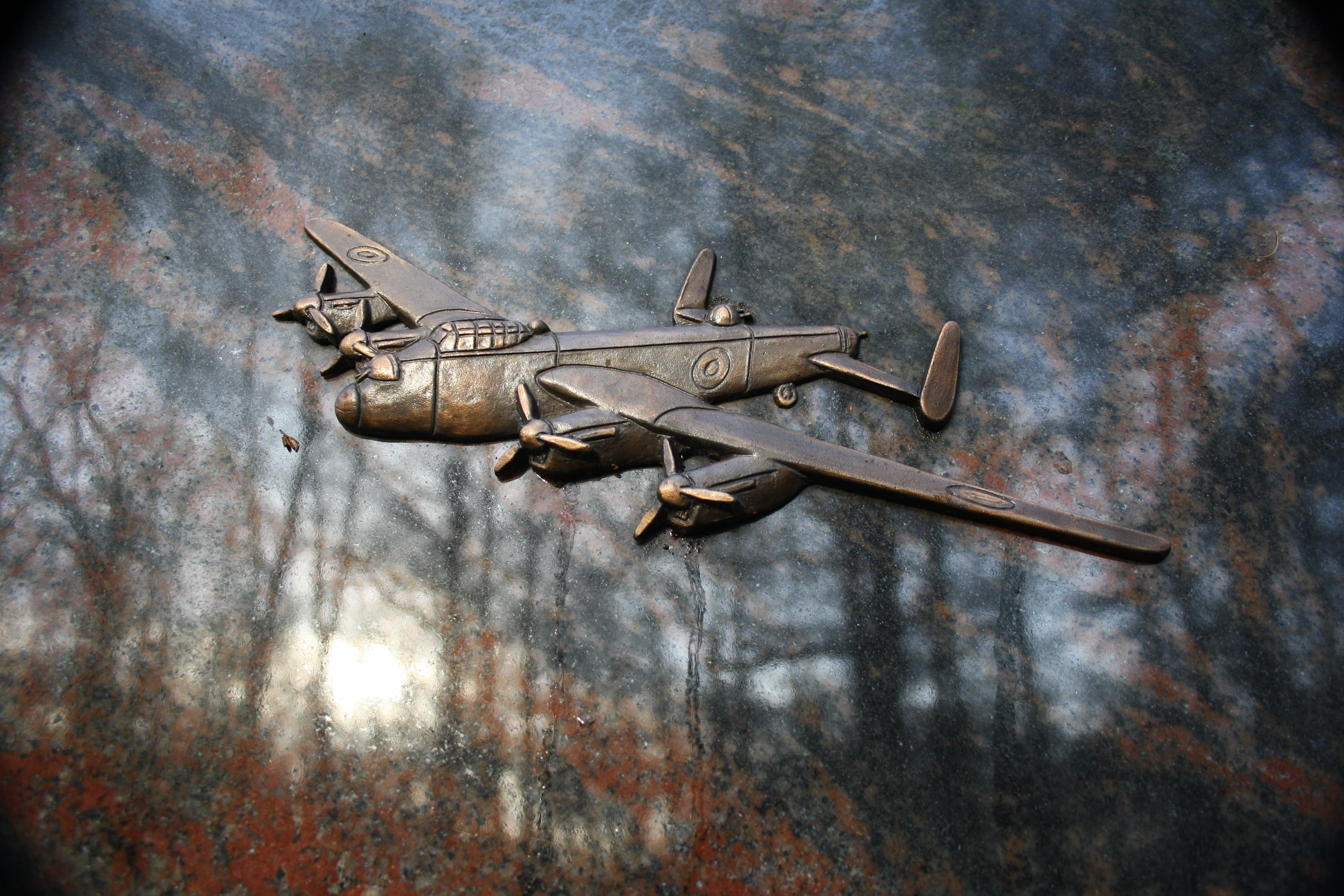
Монумент військовому літаку Lancaster